# Szyfiernaja
Szyfiernaja (ros. Шиферная) – stacja kolejowa w miejscowości Woskriesiensk, w rejonie woskriesienskim, w obwodzie moskiewskim, w Rosji. Położona jest na linii Moskwa – Riazań.